# Ulica Wronia w Warszawie
Ulica Wronia – ulica w dzielnicy Wola w Warszawie.

## Opis
Ulica została przeprowadzona przed 1770 rokiem. Pierwotnie biegła od ulicy Pańskiej do ulicy Leszno. Nazwę Wronia nadano w 1770 roku. Była to jedna z nazw przyrodniczych nadanych warszawskim ulicom w tym okresie.
W XVIII wieku biegła wśród pól, glinianek i ogrodów; w tym czasie była zabudowana nielicznymi drewnianymi domami i dworkami. Pierwsze budynki murowane wniesiono na początku XIX wieku po stronie nieparzystej (zachodniej).
W 1846 roku w zakupionych zabudowaniach browaru Schaeffera przy ul. Krochmalnej rozpoczęła działalność spółka Konstantego Schielego, Jan Henryk Klawe i Błażeja Haberbuscha (od 1866 roku pod firmą Haberbusch i Schiele). W kolejnych latach należący do niej teren powiększano, przejmując sąsiednie nieruchomości. Przy ulicy Wroniej znajdowały się warsztaty bednarskie, kowalskie i stolarskie przedsiębiorstwa.
W 1864 roku ulica została wybrukowana. Około 1868 roku po jej wschodniej stronie, na osi ul. Siennej, utworzono plac Kaliksta Witkowskiego (w 1921 nazwę zmieniono na plac Kazimierza Wielkiego), na którym działało targowisko. Około 1875 roku ulica została przedłużona na południe do ulicy Srebrnej, a około 1880 roku na północ do ulicy Żytniej.
W latach 1880–1904 przy ulicy powstały kamienice i niewielkie fabryki. Mieszkali tam głównie robotnicy zatrudnieni w przemyśle na Woli. Ulica była terenem akcji bojowych podczas rewolucji 1905 roku.
W wyniku nalotu Luftwaffe 4 września 1939 roku pod gruzami dwóch zburzonych domów zginęło ok. 30 osób. Od listopada 1940 roku do grudnia 1941 roku na tyłach posesji po parzystej (wschodniej) stronie ulicy, między ulicami Leszno i Grzybowską, biegła granica warszawskiego getta. W związku z przesunięciem granicy dzielnicy zamkniętej na środek ul. Żelaznej, w listopadzie 1941 roku zlikwidowano bramę do getta na rogu ulic Chłodnej i Wroniej.
Ulica była miejscem walk w czasie powstania warszawskiego. Jej skrzyżowania z ulicami: Chłodną, Grzybowską, Łucką, Prostą i Pańską zostały zamknięte przez powstańców barykadami. Najcięższe walki toczyły się 6 sierpnia 1944 roku o barykadę przy ulicy Chłodnej, którą nacierały główne siły niemieckie, przebijające się w kierunku Ogrodu Saskiego i pałacu Brühla. W drugiej połowie sierpnia 1944 roku ulicą przebiegała linia frontu między oddziałami polskimi i niemieckimi.
W czasie II wojny światowej zniszczeniu uległa większość zabudowy. Po wojnie ten fragment miasta był nazywany Dzikim Zachodem. Na początku lat 90. XX wieku przy ulicy wciąż znajdowało się kilka zrujnowanych kamienic oraz puste place.
W 1948 roku ulicę przecięła trasa W-Z (aleja gen. Karola Świerczewskiego, od 1991 roku aleja „Solidarności”). W latach 1948–1950 na terenie pomiędzy ulicami Towarową i Miedzianą, na którym znajdował się plac Kazimierza Wielkiego i południowy odcinek ulicy Wroniej, wzniesiono kompleks Domu Słowa Polskiego.
W 1983 roku północny odcinek ulicy od ulicy Żytniej do ulicy Leszno przemianowano na skwer kard. Stefana Wyszyńskiego.
W opublikowanej w 2012 roku gminnej ewidencji zabytków ujęto kilka domów znajdujących się przy ulicy, w rejonie skrzyżowania z ulicą Krochmalną.

## Ważniejsze obiekty
- Tablica pamiątkowa Tchorka (nr 45)
- Hotel Hilton Warsaw City
- Kompleks biurowy Generation Park
- Biurowiec Warsaw Unit

## Obiekty nieistniejące
- Haberbusch i Schiele
- Dom Słowa Polskiego